# Alfons Borgers
Alfons Borgers (Herk-de-Stad, 25 maart 1919 - Leuven, 1 oktober 2001) was een Belgisch wiskundige en wiskundefilosoof, gespecialiseerd in de wiskundige logica.
In 1944 werd Borgers doctor in de wiskunde aan de Katholieke Universiteit Leuven met een proefschrift over de sommen van Ernesto Cesàro. Tussen 1944 en 1947 was Borgers assistent van professor Robert Feys te Leuven. Van 1947 tot 1949 deed hij onderzoeken aan het Institute for Advanced Study in Princeton en kwam er in contact met Kurt Gödel en Alonzo Church. Tussen 1944 en 1949 was Borgers eveneens onderzoeker bij het Nationaal Fonds voor Wetenschappelijk Onderzoek. Van 1949 tot 1950 was Borgers assistent van Paul Bernays in Zürich.
In 1950 werd Borgers benoemd tot gewoon hoogleraar aan de Katholieke Universiteit Leuven. Hij doceerde er de cursussen in de wiskundige logica aan het departement Wetenschappen maar ook de cursussen in de logica aan het Hoger Instituut voor Wijsbegeerte. Hij ging op emeritaat in 1985 en werd opgevolgd op zijn leerstoel door Jan Denef.
Van 1953 tot 1983 was Borgers hoofdredacteur van het gespecialiseerde wiskundige tijdschrift The Journal of Symbolic Logic.
In 1992 schonk Borgers zijn totale verzameling van artikelen in verband met de wiskundige logica, in totaal zo'n 2100, aan de Universiteit van Nancy. Daar is het Fonds Borgers ondergebracht in de Archives Henri Poincaré.

## Publicaties
- Bijdrage tot de arithmetische theorie van Cesaro's sommatiemethode, 1946
- De ontwikkeling van het logisch denken, 1949 (samen met Robert Feys)